# (681) Gorgo
(681) Gorgo – planetoida z pasa głównego asteroid okrążająca Słońce w ciągu 5 lat i 174 dni w średniej odległości 3,11 j.a. Została odkryta 13 maja 1909 roku w Landessternwarte Heidelberg-Königstuhl, w Heidelbergu przez Augusta Kopffa. Nazwa planetoidy pochodzi od imienia królowej Sparty, żony Leonidasa I Gorgo. Przed jej nadaniem planetoida nosiła oznaczenie tymczasowe (681) 1909 GZ.